# Idrossido di berillio
L'idrossido di berillio è il composto inorganico di formula Be(OH)2. In condizioni normali è un solido bianco. È un idrossido anfotero, solubile sia in soluzione acida che in soluzione basica. In natura l'idrossido di berillio si trova nei minerali rari behoite e clinobehoite. Viene usato per produrre l'ossido di berillio e altri composti di berillio. È un composto tossico e cancerogeno.

## Struttura
L'idrossido di berillio esiste in due modificazioni strutturali. La forma α-Be(OH)2 è costituita da cristalli tetragonali metastabili; la forma β-Be(OH)2 forma cristalli ortorombici stabili con una struttura che assomiglia a quella del diamante, con una certa distorsione dovuta ai legami idrogeno (una struttura analoga a quella dell'idrossido di zinco (Zn(OH)2).

## Sintesi
Industrialmente viene ottenuto come intermedio durante il processo di estrazione del berillio metallico dai minerali berillo (Be3Al2(Si6O18)) e bertrandite (Be4Si2O7(OH)2).
In laboratorio si può ottenere aggiungendo alcali ad una soluzione di sali di berillio (ad esempio BeCl2). Si ha la precipitazione dell'idrossido sotto forma di una massa gelatinosa (forma α), che si trasforma nella forma β se lasciata a riposo o scaldata all'ebollizione.

## Reattività
L'idrossido di berillio è quasi insolubile in acqua, ma mostra un tipico comportamento anfotero, sciogliendosi in acidi e in basi. In presenza di basi si forma lo ione tetracoordinato berillato, mentre in presenza di acidi si forma il catione Be(H2O)42+:
{\displaystyle {\ce {Be(OH)2(s) \ + \ 2OH^{-}(aq) -> Be(OH)4^{2-}(aq)}}}
{\displaystyle {\ce {Be(OH)2(s) \ + \ 2H3O^{+}(aq) -> Be(H2O)4^{2+}(aq)}}}
Per riscaldamento a 400 °C l'idrossido si disidrata formando l'ossido di berillio:
{\displaystyle {\ce {Be(OH)2->BeO\ +\ H2O}}}